# Disappointed
Singles de Electronic
Feel Every Beat
(1991) Forbidden City
(1996)
Disappointed est le quatrième single du groupe britannique Electronic, sorti en 1992. Neil Tennant des Pet Shop Boys est de retour pour ce titre, présent sur la bande originale du film Cool World.

## Liste des titres
1. Disappointed (7" mix) (4:24)
2. Disappointed (12" mix) (4:35)
3. Idiot Country Two (6:24)
4. Disappointed (original mix) (5:41)